# Водохозяйственный участок
Водохозяйственный участок согласно Водному кодексу России — это часть речного бассейна, имеющая характеристики, позволяющие установить лимиты забора (изъятия) водных ресурсов из водного объекта и другие параметры использования водного объекта (водопользования).
Каждому водохозяйственному участку России присваивается 9-значный код (четыре группы цифр, разделённые точками). Первые две цифры кодируют бассейновый округ, третья и четвёртая содержат код бассейна, пятая и шестая являются опциональным обозначением подбассейна, остальные три кодируют сам водохозяйственный участок.

## Список водохозяйственных участков России
Список составлен на основе данных ГВР.

### Балтийский бассейновый округ
- 01.01.00.001 — Неман
- 01.01.00.002 — Преголя
- 01.01.00.003 — Реки бассейна Балтийского моря в Калининградской области, без рек Неман и Преголя
- 01.03.00.001 — Великая от истока до водомерного поста деревни Гуйтово
- 01.03.00.002 — Великая от водомерного поста деревни Гуйтово и до устья
- 01.03.00.003 — Бассейн озера Чудско-Псковское, без реки Великая
- 01.03.00.004 — Нарва
- 01.03.00.005 — Луга от истока до водомерного поста Толмачёво
- 01.03.00.006 — Луга от водомерного поста Толмачёво и до устья
- 01.03.00.007 — Реки бассейна Финского залива от северной границы бассейна реки Луга до южной границы бассейна реки Невы
- 01.04.01.001 — Шуя
- 01.04.01.002 — Суна
- 01.04.01.003 — Бассейн озеро Водлозеро
- 01.04.01.004 — Водла
- 01.04.01.005 — Вытегра
- 01.04.01.006 — Бассейн Онежского озера, без рек Шуя, Суна, Водла и Вытегра
- 01.04.01.007 — Свирь от истока до Нижнесвирского гидроузла
- 01.04.01.008 — Свирь от Нижнесвирского гидроузла до устья
- 01.04.02.001 — Шлина от истока до Вышневолоцкого гидроузла
- 01.04.02.002 — Мста, без реки Шлины от истока до Вышневолоцкого гидроузла
- 01.04.02.003 — Ловать и Пола
- 01.04.02.004 — Шелонь
- 01.04.02.005 — Бассейн озера Ильмень, без рек Мста, Ловать, Пола и Шелонь
- 01.04.02.006 — Волхов
- 01.04.03.001 — Сясь
- 01.04.03.002 — Бассейн оз. Ладожское, без рек Волхов, Свирь и Сясь
- 01.04.03.003 — Нева от истока до водомерного поста Новосаратовка
- 01.04.03.004 — Нева от водомерного поста Новосаратовка до устья
- 01.04.03.005 — Реки и озера бассейна Финского залива от границы РФ с Финляндией до северной границы бассейна реки Невы
- 01.05.00.001 — Реки Карелии бассейна Балтийского моря на границе РФ с Финляндией, включая Лексозеро

### Баренцево-Беломорский бассейновый округ
- 02.01.00.001 — реки бассейна Баренцева моря от реки Патсо-Йоки (граница РФ с Норвегией) до западной границы бассейна реки Печенга
- 02.01.00.002 — Печенга
- 02.01.00.003 — Тулома от истока до Верхнетуломского гидроузла, включая Нот-озеро
- 02.01.00.004 — Тулома от Верхнетуломского гидроузла и до устья
- 02.01.00.005 — Кола, включая озеро Колозеро
- 02.01.00.006 — реки бассейна Баренцева моря от восточной границы реки Печенга до западной границы бассейна реки Воронья, без рек Тулома и Кола
- 02.01.00.007 — Воронья от истока до гидроузла Серебрянское 1, включая озеро Ловозеро
- 02.01.00.008 — Воронья от гидроузла Серебрянское 1 и до устья
- 02.01.00.009 — реки бассейна Баренцева моря от восточной границы бассейна реки Воронья до западной границы бассейна реки Иоканга (мыс Святой Нос)
- 02.02.00.001 — река Поной
- 02.02.00.002 — реки бассейна Белого моря от западной границы бассейна реки Иоканга (мыс Святой Нос) до восточной границы бассейна реки Нива, без реки Поной
- 02.02.00.003 — река Нива включая озеро Имандра
- 02.02.00.004 — Ковда от истока до Кумского гидроузла, включая озёра Пяозеро, Топозеро
- 02.02.00.005 — Ковда от Кумского гидроузла до Иовского гидроузла
- 02.02.00.006 — Ковда от Иовского гидроузла и до устья
- 02.02.00.007 — реки бассейна Белого моря от западной границы бассейна реки Нива до северной границы бассейна реки Кемь, без реки Ковда
- 02.02.00.008 — Кемь от истока до Юшкозерского гидроузла, включая озёра Верхнее, Среднее и Нижнее Куйто
- 02.02.00.009 — Кемь от Юшкозерского гидроузла до Кривопорожского гидроузла
- 02.02.00.010 — Кемь от Кривопорожского гидроузла и до устья
- 02.02.00.011 — Сегежа до Сегозерского гидроузла, включая озеро Сег-озеро
- 02.02.00.012 — Бассейн озера Выгозеро до Выгозерского гидроузла, без реки Сегежа до Сегозерского гидроузла
- 02.02.00.013 — Нижний Выг от Выгозерского гидроузла и до устья
- 02.02.00.014 — реки бассейна Онежской губы от южной границы бассейна реки Кемь до западной границы бассейна реки Унежма, без реки Нижний Выг
- 02.02.00.200 — Тенниё-йоки

### Двинско-Печорский бассейновый округ
- 03.01.00.001 — реки Онега
- 03.01.00.002 — реки бассейна Онежской губы от западной границы бассейна реки Унежма до северо-восточной границы бассейна реки Золотица, без реки Онега
- 03.02.01.001 — озеро Кубенское и реки Сухона от истока до Кубенского гидроузла
- 03.02.01.002 — река Юг
- 03.02.01.003 — Северная Двина от начала реки до впадения реки Вычегда, без рек Юг и Сухона (от истока до Кубенского гидроузла)
- 03.02.02.001 — Вычегда от истока до города Сыктывкар
- 03.02.02.002 — Вычегда от города Сыктывкар и до устья
- 03.02.03.001 — Северная Двина от впадения реки Вычегда до впадения реки Вага
- 03.02.03.002 — река Вага
- 03.02.03.003 — река Пинега
- 03.02.03.004 — Северная Двина от впадения реки Вага и до устья, без реки Пинега
- 03.02.03.005 — реки бассейна Белого моря от северо-восточной границы реки Золотица до мыса Воронов, без реки — Северная Двина
- 03.03.00.001 — Мезень от истока до водомерного поста у деревни Малонисогорская
- 03.03.00.002 — Мезень от водомерного поста деревни Малонисогорская и до устья
- 03.03.00.003 — реки бассейна Белого моря от мыса Воронов до мыса Канин Нос (без реки Мезень)
- 03.03.00.102 — Острова архипелага Земля Франца-Иосифа
- 03.04.00.001 — реки бассейна Баренцева моря от мыса Канин Нос до границы бассейна реки Печора
- 03.04.00.100 — Острова Баренцева моря в пределах внутренних морских вод и территориального моря РФ, прилегающего к береговой линии гидрографической единицы 03.04.00, включая остров Колгуев
- 03.05.01.001 — Печора от истока до водомерного поста у посёлка Шердино
- 03.05.01.002 — Печора от водомерного поста у посёлка Шердино до впадения реки Уса
- 03.05.02.001 — река Уса
- 03.05.03.001 — Печора от впадения реки Уса до водомерного поста Усть-Цильма
- 03.05.03.002 — Печора от водомерного поста Усть-Цильма и до устья
- 03.06.00.001 — реки бассейна Баренцева моря от восточной границы бассейна реки Печора до восточной границы бассейна реки Большой Ою
- 03.06.00.100 — Острова в пределах внутренних морских вод и территориального моря РФ, прилегающего к береговой линии гидрографической единицы 03.06.00 (включая остров Вайгач)
- 03.07.00.001 — Острова архипелага Новая Земля

### Днепровский бассейновый округ
04.01 Днепр (российская часть бассейна)
- 04.01.00.001 Днепр от истока до города Дорогобуж (водомерный пост города Дорогобужа)
- 04.01.00.002 Днепр от города Дорогобужа (водомерный пост города Дорогобужа) до города Смоленска (водомерный пост город Смоленска)
- 04.01.00.003 Бассейн реки Днепр без бассейнов рек: Сож, Десна без реки Болва, Псёл, Ворскла
- 04.01.00.004 Бассейн реки Сож без бассейнов рек: Остёр, Беседь, Ипуть
- 04.01.00.005 Бассейн реки Остёр
- 04.01.00.006 Бассейн реки Беседь
- 04.01.00.007 Бассейн реки Ипуть
- 04.01.00.008 Десна
- 04.01.00.009 Болва
- 04.01.00.010 Десна без реки Болва
- 04.01.00.011 Бассейн реки Десны без бассейнов рек Сейм и Снов
- 04.01.00.012 Сейм от истока до города Курск (водомерный пост Рышково)
- 04.01.00.013 Бассейн реки Сейм от 577 км на реки Сейм и до границы РФ с Украиной
- 04.01.00.014 Бассейн реки Снов
- 04.01.00.015 Бассейн реки Псёл
- 04.01.00.016 Бассейн реки Ворскла

### Донской бассейновый округ
- 05.01.01.001 — Красивая Меча
- 05.01.01.002 — река Сосна
- 05.01.01.003 — Дон от истока до города Задонск, без рек Красивая Меча и Сосна
- 05.01.01.004 — Матыра
- 05.01.01.005 — Воронеж от истока до города Липецк, без реки Матыра
- 05.01.01.006 — Воронежот города Липецк до Воронежского гидроузла
- 05.01.01.007 — Тихая Сосна
- 05.01.01.008 — Дон от города Задонск до города Лиски, без рек Воронежот (от истока до Воронежского гидроузла) и Тихая Сосна
- 05.01.01.009 — Битюг
- 05.01.01.010 — Дон от города Лиски до города Павловск, без реки Битюг
- 05.01.01.011 — Подгорная
- 05.01.01.012 — Дон от города Павловск и до устья реки Хопёр, без реки Подгорная
- 05.01.02.001 — Хопёр от истока до впадения реки Ворона
- 05.01.02.002 — Ворона
- 05.01.02.003 — Савала
- 05.01.02.004 — Бузулук
- 05.01.02.005 — Хопёр от впадения реки Ворона и до устья, без рек Ворона, Савала и Бузулук
- 05.01.03.001 — Медведица от истока до впадения реки Терса
- 05.01.03.002 — Терса
- 05.01.03.003 — Медведица от впадения реки Терса и до устья
- 05.01.03.004 — Иловля
- 05.01.03.005 — Дон от впадения реки Хопёр до города Калач-на-Дону, без рек Хопёр, Медведица и Иловля
- 05.01.03.006 — Червлённая от истока до Береславского гидроузла
- 05.01.03.007 — Карповка от истока до Карповского гидроузла
- 05.01.03.008 — Чир
- 05.01.03.009 — Дон от города Калач-на-Дону до Цимлянского гидроузла, без реки Чир
- 05.01.03.010 — Дон от Цимлянского гидроузла до впадения реки Северский Донец
- 05.01.04.001 — Северский Донец от истока до границы РФ с Украиной без бассейнов рек Оскол и Айдар
- 05.01.04.002 — Оскол до Старооскольского гидроузла
- 05.01.04.003 — Оскол ниже Старооскольского гидроузла до границы РФ с Украиной
- 05.01.04.004 — Айдар до границы РФ с Украиной
- 05.01.04.005 — Северский Донец от границы РФ с Украиной до впадения реки Калитва
- 05.01.04.006 — Калитва
- 05.01.04.007 — Северский Донец от впадения реки Калитва и до устья
- 05.01.05.001 — Сал
- 05.01.05.002 — Калаус
- 05.01.05.003 — Егорлык от истока до Сенгилеевского гидроузла
- 05.01.05.004 — Егорлык от Сенгилеевского гидроузла до Егорлыкского гидроузла
- 05.01.05.005 — Егорлык от Егорлыкского гидроузла до Новотроицкого гидроузла
- 05.01.05.006 — Егорлык от Новотроицкого гидроузла и до устья
- 05.01.05.007 — Маныч от истока до Пролетарского гидроузла, без рек Калаус и Егорлык
- 05.01.05.008 — Маныч от Пролетарского гидроузла до Веселовского гидроузла
- 05.01.05.009 — Дон от впадения реки Северский Донец и до устья, без рек Сал и Маныч
- 05.01.05.011 — реки бассейна Таганрогского залива от южной границы бассейна реки Дон до северной границы бассейна реки Ея

### Кубанский бассейновый округ
- 06.01.00.001 — Ея
- 06.01.00.002 — Бейсуг
- 06.01.00.003 — Кирпили
- 06.02.00.001 — Кубань от истока до города Усть-Джегута
- 06.02.00.002 — Малый Зеленчук
- 06.02.00.003 — Большой Зеленчук
- 06.02.00.004 — Кубань от города Усть-Джегута до города Невинномысск, без рек Большой и Малый Зеленчук
- 06.02.00.005 — Уруп
- 06.02.00.006 — Кубань от города Невинномысск до города Армавир, без реки Уруп
- 06.02.00.007 — Лаба от истока до впадения реки Чамлык
- 06.02.00.008 — Чамлык
- 06.02.00.009 — Лаба от впадения реки Чамлык и до устья
- 06.02.00.010 — Кубань от города Армавир до города Усть-Лабинск, без реки Лаба
- 06.02.00.011 — Белая
- 06.02.00.012 — Пшиш
- 06.02.00.013 — Кубань от города Усть-Лабинск до Краснодарского гидроузла, без рек Белая и Пшиш
- 06.02.00.014 — Кубань от Краснодарского гидроузла до впадения реки Афипс
- 06.02.00.015 — Афипс, в том числе Шапсугское водохранилище
- 06.02.00.016 — Кубань от впадения реки Афипс до Тиховского гидроузла
- 06.02.00.017 — Протока от истока (Тиховский гидроузел и Федоровский гидроузел) и до устья
- 06.02.00.018 — Водные объекты бассейна Крюковского водохранилища
- 06.02.00.019 — Водные объекты бассейна Варнавинского водохранилища
- 06.02.00.020 — Варнавинский Сбросной канал
- 06.02.00.021 — Кубань от Тиховский гидроузел и до устья и другие реки бассейна Азовского моря в дельте реки Кубань
- 06.03.00.001 — реки бассейна Чёрного моря от мыса Панагия до восточной границы реки Джанхот
- 06.03.00.002 — реки бассейна Чёрного моря от западной границы бассейна реки Пшада до восточной границы реки Дедеркай
- 06.03.00.003 — реки бассейна Чёрного моря от западной границы бассейна реки Шепси до реки Псоу (граница РФ с Грузией)

### Западно-Каспийский бассейновый округ
- 07.01.00.001 — Восточный Маныч от истока до Чограйского гидроузла
- 07.01.00.002 — Восточный Маныч от Чограйского гидроузла и до устья
- 07.01.00.003 — Кума от истока до впадения реки Подкумок
- 07.01.00.004 — Подкумок от истока до города Кисловодск
- 07.01.00.005 — Подкумок от города Кисловодск и до устья
- 07.01.00.006 — Кума от впадения реки Подкумок до Отказненского гидроузла
- 07.01.00.007 — Кума от Отказненского гидроузла до города Зеленокумск
- 07.01.00.008 — Кума от города Зеленокумск до впадения реки Мокрая Буйвола
- 07.01.00.009 — Мокрая Буйвола
- 07.01.00.010 — Кума от впадения реки Мокрая Буйвола и до устья
- 07.01.00.011 — Сухая Кума
- 07.01.00.012 — Кума
- 07.01.00.013 — Водные объекты междуречья Терека и Сухой Кумы
- 07.02.00.001 — Ардон
- 07.02.00.002 — Терек от границы РФ с Грузией до впадения реки Урсдон, без реки Ардон
- 07.02.00.003 — Терек от впадения реки Урсдон до впадения реки Урух
- 07.02.00.004 — Терек от впадения реки Урух до впадения реки Малка
- 07.02.00.005 — Малка от истока до Кура-Марьинского канала
- 07.02.00.006 — Черек
- 07.02.00.007 — Баксан, без реки Черек
- 07.02.00.008 — Малка от Кура-Марьинского канала и до устья, без реки Баксан
- 07.02.00.009 — Терек от впадения реки Малка до города Моздок
- 07.02.00.010 — Терек от города Моздок до впадения реки Сунжа
- 07.02.00.011 — Сунжа от истока до города Грозный
- 07.02.00.012 — Сунжа от города Грозный до впадения реки Аргун
- 07.02.00.013 — Сунжа от впадения реки Аргун и до устья
- 07.02.00.014 — Водные объекты междуречья Терека и Сунжи (Алханчуртский канал)
- 07.02.00.015 — Терек от впадения реки Сунжа до Каргалинского гидроузла
- 07.02.00.016 — Дельта реки Терек
- 07.03.00.001 — Сулак от истока до Чиркейского гидроузла
- 07.03.00.002 — Сулак от Чиркейского гидроузла и до устья
- 07.03.00.003 — Бассейны рек Каспийского моря от границы бассейна реки Сулак до границы бассейна реки Самур
- 07.03.00.004 — Самур
- 07.04.00.001 — Бессточные территории междуречья Терека, Дона и Волги

### Верхневолжский бассейновый округ
- 08.01.01.001 — Волга от истока до Верхневолжского бейшлота
- 08.01.01.002 — Яуза от истока до Кармановского гидроузла
- 08.01.01.003 — Вазуза от истока до Зубцовского гидроузла, без реки Яуза до Кармановского гидроузла
- 08.01.01.004 — Волга от Верхневолжского бейшлота до города Зубцов, без реки Вазуза от истока до Зубцовского гидроузла
- 08.01.01.005 — Тверца от истока (Вышневолоцкий гидроузел) до города Тверь
- 08.01.01.006 — Волга от города Зубцов до города Тверь, без реки Тверца
- 08.01.01.007 — Волга от города Тверь до Иваньковского гидроузла (Иваньковское водохранилище)
- 08.01.01.008 — Волга от Иваньковского гидроузла до Угличского гидроузла (Угличское водохранилище)
- 08.01.01.009 — Волга от Угличского гидроузла до начала Рыбинского водохранилища
- 08.01.02.001 — Молога от истока и до устья
- 08.01.02.002 — Суда от истока и до устья
- 08.01.02.003 — Шексна от истока (включая озеро Белое) до Череповецкого гидроузла
- 08.01.02.004 — Рыбинское водохранилище до Рыбинского гидроузла и впадающие в него реки, без рек Молога, Суда и Шексна от истока до Шекснинского гидроузла
- 08.01.03.001 — Кострома от истока до водомерного поста у деревни Исады
- 08.01.03.002 — Волга от Рыбинского гидроузла до города Кострома, без реки Кострома от истока до водомерного поста у деревни Исады
- 08.01.03.003 — Унжа от истока и до устья
- 08.01.03.004 — Волга от города Кострома до Горьковского гидроузла (Горьковское водохранилище), без реки Унжа
- 08.01.03.005 — Волга от Горьковского гидроузла и до устья реки Ока
- 08.01.04.001 — Ветлуга от истока до города Ветлуга
- 08.01.04.002 — Ветлуга от города Ветлуга и до устья
- 08.01.04.003 — Волга от устья реки Ока до Чебоксарского гидроузла (Чебоксарское водохранилище), без рек Сура и Ветлуга
- 08.01.04.004 — Цивиль от истока и до устья
- 08.01.04.005 — Свияга от истока до села Альшеево
- 08.01.04.006 — Свияга от села Альшеево и до устья
- 08.01.04.007 — Волга от Чебоксарского гидроузла до города Казань, без рек Свияга и Цивиль
- 08.01.05.001 — Сура от истока до Сурского гидроузла
- 08.01.05.002 — Алатырь от истока и до устья
- 08.01.05.003 — Сура от Сурского гидроузла и до устья реки Алатырь
- 08.01.05.004 — Сура от устья реки Алатырь и до устья

### Окский бассейновый округ
- 09.01.01.001 — Ока от истока до города Орёл
- 09.01.01.002 — Ока от города Орёл до города Белёв
- 09.01.01.003 — Упа от истока и до устья
- 09.01.01.004 — Угра от истока и до устья
- 09.01.01.005 — Ока от города Белёв до города Калуга, без рек Упа и Угра
- 09.01.01.006 — Протва от истока и до устья
- 09.01.01.007 — Нара от истока и до устья
- 09.01.01.008 — Ока от города Калуга до города Серпухов, без рек Протва и Нара
- 09.01.01.009 — Ока от города Серпухов до города Кашира
- 09.01.01.010 — Москва от истока до Можайского гидроузла
- 09.01.01.011 — Руза от истока до Рузского гидроузла
- 09.01.01.012 — Озерна от истока до Озернинского гидроузла
- 09.01.01.013 — Москва от Можайского гидроузла до города Звенигород, без реки Руза (от истока до Рузского гидроузла) и реки Озерна (от истока до Озернинского гидроузла)
- 09.01.01.014 — Истра от истока до Истринского гидроузла
- 09.01.01.015 — Москва от города Звенигород до Рублёвского гидроузла, без реки Истра (от истока до Истринского гидроузла)
- 09.01.01.016 — Пахра от истока и до устья
- 09.01.01.017 — Москва от Рублёвского гидроузла до водомерного поста в деревне Заозерье, без реки Пахра
- 09.01.01.018 — Москва от водомерного поста в деревне Заозерье до города Коломна
- 09.01.01.019 — Ока от города Кашира до города Коломна, без реки Москва
- 09.01.01.020 — Ока от города Коломна до города Рязань
- 09.01.01.021 — Проня от истока и до устья
- 09.01.01.022 — Ока от города Рязань до водомерного поста у села Копоново, без реки Проня
- 09.01.01.023 — Ока от водомерного поста у села Копоново до впадения реки Мокша
- 09.01.02.001 — Мокша от истока до водомерного поста города Темников
- 09.01.02.002 — Цна от истока до города Тамбов
- 09.01.02.003 — Цна от города Тамбов и до устья
- 09.01.02.004 — Мокша от водомерного поста города Темников и до устья, без реки Цна
- 09.01.03.001 — Ока от впадения реки Мокша до впадения реки Тёша
- 09.01.03.002 — Тёша от истока и до устья
- 09.01.03.003 — Клязьма от истока до Пироговского гидроузла
- 09.01.03.004 — Уча от истока до Акуловского гидроузла
- 09.01.03.005 — Клязьма от Пироговского гидроузла до города Ногинск, без реки Уча (от истока до Акуловского гидроузла)
- 09.01.03.006 — Клязьма от города Ногинск до города Орехово-Зуево
- 09.01.03.007 — Клязьма от города Орехово-Зуево до города Владимир
- 09.01.03.008 — Нерль от истока и до устья
- 09.01.03.009 — Клязьма от города Владимир до города Ковров, без реки Нерль
- 09.01.03.010 — Уводь от истока и до устья
- 09.01.03.011 — Клязьма от города Ковров и до устья, без реки Уводь
- 09.01.03.012 — Ока от города Муром до города Горбатов, без рек Клязьма и Тёша
- 09.01.03.013 — Ока от города Горбатов до водомерного поста Новинки (устье)

### Камский бассейновый округ
- 10.01.01.001 — Кама от истока до водомерного поста у села Бондюг
- 10.01.01.002 — Кама от водомерного поста у села Бондюг до города Березники
- 10.01.01.003 — Косьва от истока до Широковского гидроузла
- 10.01.01.004 — Ревда от истока до Новомариинского гидроузла
- 10.01.01.005 — Чусовая от истока до города Ревды, без реки Ревды (от истока до Новомариинского гидроузла)
- 10.01.01.006 — Чусовая от города Ревды до водомерного поста посёлка городского типа Кын
- 10.01.01.007 — Чусовая от водомерного поста посёлка городского типа Кын и до устья
- 10.01.01.008 — Сылва от истока и до устья
- 10.01.01.009 — Кама от города Березники до Камского гидроузла, без реки Косьва (от истока до Широковского гидроузла), Чусовая и Сылва
- 10.01.01.010 — Кама от Камского гидроузла до Воткинского гидроузла
- 10.01.01.011 — Буй от истока до Кармановского гидроузла
- 10.01.01.012 — Иж от истока и до устья
- 10.01.01.013 — Ик от истока и до устья
- 10.01.01.014 — Кама от Воткинского гидроузла до Нижнекамского гидроузла, без рек Буй (от истока до Кармановского гидроузла), Иж, Ик и Белой
- 10.01.01.015 — Кама от Нижнекамского гидроузла и до устья, без реки Вятки
- 10.01.02.001 — Белая от истока до водомерного поста Арский Камень
- 10.01.02.002 — Белая от водомерного поста Арский Камень до Юмагузинского гидроузла
- 10.01.02.003 — Нугуш от истока до Нугушского гидроузла
- 10.01.02.004 — Белая от Юмагузинского гидроузла до города Салавата, без реки Нугуш (от истока до Нугушского гидроузла)
- 10.01.02.005 — Белая от города Салавата до города Стерлитамака
- 10.01.02.006 — Сим от истока и до устья
- 10.01.02.007 — Белая от города Стерлитамака до водомерного поста у села Охлебино, без реки Сим
- 10.01.02.008 — Уфа от истока до Долгобродского гидроузла
- 10.01.02.009 — Уфа от Долгобродского гидроузла до Нязепетровского гидроузла
- 10.01.02.010 — Ай от истока и до устья
- 10.01.02.011 — Уфа от Нязепетровского гидроузла до Павловского гидроузла, без реки Ай
- 10.01.02.012 — Уфа от Павловского гидроузла до водомерного поста посёлка городского типа Шакша
- 10.01.02.013 — Дёма от истока до водомерного поста у деревни Бочкарёвки
- 10.01.02.014 — Белая от водомерного поста села Охлебино до города Уфы, без рек Уфы (от истока до посёлка городского типа Шакша) и Дёма (от истока до водомерного поста у деревни Бочкарёвки)
- 10.01.02.015 — Белая от города Уфы до города Бирска
- 10.01.02.016 — Белая от города Бирска и до устья
- 10.01.03.001 — Чепца от истока и до устья
- 10.01.03.002 — Вятка от истока до города Вятки, без реки Чепцы
- 10.01.03.003 — Вятка от города Вятка до города Котельнич
- 10.01.03.004 — Вятка от города Котельнич до водомерного поста посёлка городского типа Аркуль
- 10.01.03.005 — Вятка от водомерного поста посёлка городского типа Аркуль до города Вятские Поляны
- 10.01.03.006 — Вятка от города Вятские Поляны и до устья

### Нижневолжский бассейновый округ
- 11.01.00.001 — Волжский участок Куйбышевского водохранилища от города Казань до посёлка городского типа Камское Устье
- 11.01.00.002 — Шешма от истока и до устья
- 11.01.00.003 — Камский участок Куйбышевского водохранилища от устья реки Кама до посёлка городского типа Камское Устье, без реки Шешма и Волга
- 11.01.00.004 — Большой Черемшан от истока и до устья
- 11.01.00.005 — Куйбышевского водохранилища от посёлка городского типа Камское Устье до Куйбышевского гидроузла, без реки Большой Черемшан
- 11.01.00.006 — Сок от истока и до устья
- 11.01.00.007 — Кутулук от истока до Кутулукского гидроузла
- 11.01.00.008 — Большой Кинель от истока и до устья, без реки Кутулук от истока до Кутулукского гидроузла
- 11.01.00.009 — Самара от истока до Сорочинского гидроузла
- 11.01.00.010 — Самара от Сорочинского гидроузла до водомерного поста у села Елшанка
- 11.01.00.011 — Самара от водомерного поста у села Елшанка до города Самара (выше города), без реки Большой Кинель
- 11.01.00.012 — Чапаевка от истока и до устья
- 11.01.00.013 — Сызранка от истока до города Сызрань (выше города)
- 11.01.00.014 — Малый Иргиз от истока и до устья (без реки Казат Нижний)
- 11.01.00.015 — Волга от Куйбышевского гидроузла до Саратовского гидроузла, без рек Сок, Чапаевка, Малый Иргиз, Самара и Сызранка (без реки Подстепок)
- 11.01.00.016 — Большой Иргиз от истока до Сулакского гидроузла
- 11.01.00.017 — Большой Иргиз от Сулакского гидроузла и до устья
- 11.01.00.018 — Большой Караман от истока и до устья
- 11.01.00.019 — Терешка от истока и до устья
- 11.01.00.020 — Еруслан от истока и до устья
- 11.01.00.021 — Торгун от истока и до устья
- 11.01.00.022 — Волга от Саратовского гидроузла до Волгоградского гидроузла, без рек Большой Иргиз, Большой Караман, Терешка, Еруслан, Торгун
- 11.01.00.023 — Волга от Волгоградского гидроузла до водомерного поста Светлый Яр
- 11.01.00.024 — Волга от водомерного поста Светлый Яр до водомерного поста Верхнее Лебяжье
- 11.01.00.025 — Волга (дельта) от водомерного поста Верхнее Лебяжье и до устья
- 11.01.00.026 — озеро Эльтон и впадающие в него реки
- 11.01.00.027 — реки бессточных областей левобережья Волги без бассейна озера Эльтон

### Уральский бассейновый округ
- 12.01.00.001 — Урал от истока до Верхнеуральского гидроузла
- 12.01.00.002 — Урал от Верхнеуральского гидроузла до Магнитогорского гидроузла
- 12.01.00.003 — Урал от Магнитогорского гидроузла до Ириклинского гидроузла
- 12.01.00.004 — Урал от Ириклинского гидроузла до города Орск
- 12.01.00.005 — Сакмара от истока до впадения реки Большой Ик
- 12.01.00.006 — Большой Ик
- 12.01.00.007 — Сакмара от впадения реки Большой Ик и до устья
- 12.01.00.008 — Урал от города Орск до впадения реки Сакмара
- 12.01.00.009 — Илек
- 12.01.00.010 — Российская часть бассейна реки Урал ниже впадения в него реки Сакмара, без реки Илек
- 12.02.00.001 — Малый Узень
- 12.02.00.002 — Большой Узень

### Верхнеобский бассейновый округ
- 13.01.01.001 — Бассейн озера Телецкое
- 13.01.01.002 — Бия
- 13.01.01.003 — Катунь
- 13.01.01.200 — Бессточная территория между бассейнами рек Обь, Енисей и границей РФ с Монголией
- 13.01.02.001 — Верховья реки Алей до Гилёвского гидроузла
- 13.01.02.002 — Алей от Гилёвского гидроузла и до устья
- 13.01.02.003 — Обь от слияния рек Бия и Катунь до города Барнаул, без реки Алей
- 13.01.02.004 — Чумыш
- 13.01.02.005 — Обь от города Барнаул до Новосибирского гидроузла, без реки Чумыш
- 13.01.02.006 — Иня
- 13.01.02.007 — Обь от Новосибирского гидроузла до впадения реки Чулым, без рек Иня и Томь
- 13.01.03.001 — Кондома
- 13.01.03.002 — Томь от истока до города Новокузнецк, без реки Кондома
- 13.01.03.003 — Томь от города Новокузнецк до города Кемерово
- 13.01.03.004 — Томь от города Кемерово и до устья
- 13.01.04.001 — Чулым от истока до города Ачинск
- 13.01.04.002 — Чулым от города Ачинск до водомерного поста в селе Зырянское
- 13.01.04.003 — Чулым от водомерного поста в селе Зырянское и до устья
- 13.01.05.001 — Обь от впадения реки Чулым до впадения реки Кеть
- 13.01.06.001 — Кеть
- 13.01.07.001 — Обь от впадения реки Кеть до впадения реки Васюган
- 13.01.08.001 — Васюган
- 13.01.09.001 — Обь от впадения реки Васюган до впадения реки Вах
- 13.01.10.001 — Вах
- 13.01.11.001 — Обь от впадения реки Вах до города Нефтеюганск
- 13.01.11.002 — Обь от города Нефтеюганск до впадения реки Иртыш
- 13.02.00.001 — Бассейн Кучукского озера
- 13.02.00.002 — Бассейн Кулундинского озера
- 13.02.00.003 — Водные объекты южнее бассейна реки Бурла без бассейнов озёр Кукучевского и Кулундинского
- 13.02.00.004 — Бассейн Большого Топольного озера и реки Бурла
- 13.02.00.005 — Бассейн озера Чаны и водные объекты до границы с бассейном реки Иртыш
- 13.02.00.006 — Водные объекты между бассейнами озера Чаны и реки Омь

### Иртышский бассейновый округ
- 14.01.01.001 — Иртыш от границы с Республики Казахстан до впадения реки Омь
- 14.01.01.002 — Оша
- 14.01.01.003 — Иртыш от впадения реки Омь до впадения реки Ишим, без реки Оша
- 14.01.02.001 — Омь
- 14.01.03.001 — Бассейн озера Большой Уват до гидроузла Большой Уват в истоке реки Вертенис
- 14.01.03.002 — от границы РФ с Республики Казахстан и до устья без озера Большой Уват до гидроузла Большой Уват
- 14.01.04.001 — Иртыш от впадения реки Ишим до впадения реки Тобол
- 14.01.05.001 — Увелька
- 14.01.05.002 — Тобол от истока до впадения реки Уй, без реки Увелька
- 14.01.05.003 — Тобол от впадения реки Уй до города Курган
- 14.01.05.004 — Тобол от города Курган до впадения реки Исеть
- 14.01.05.005 — Исеть от истока до города Екатеринбург
- 14.01.05.006 — Исеть от города Екатеринбург до впадения реки Теча
- 14.01.05.007 — Теча
- 14.01.05.008 — Миасс от истока до Аргазинского гидроузла
- 14.01.05.009 — Миасс от Аргазинского гидроузла до города Челябинск
- 14.01.05.010 — Миасс от города Челябинск и до устья
- 14.01.05.011 — Исеть от впадения реки Теча и до устья, без реки Миасс
- 14.01.05.012 — Тура от истока до впадения реки Тагил
- 14.01.05.013 — Чёрная от истока до Черноисточинского гидроузла
- 14.01.05.014 — Тагил от истока до города Нижний Тагил, без реки Чёрной
- 14.01.05.015 — Тагил от города Нижний Тагил и до устья
- 14.01.05.016 — Нейва от истока до Невьянского гидроузла
- 14.01.05.017 — Аять от истока до Аятского гидроузла
- 14.01.05.018 — Реж (без реки Аять от истока до Аятского гидроузла) и Нейва (от Невьянского гидроузла) до их слияния
- 14.01.05.019 — Ница от слияния рек Реж и Нейва и до устья
- 14.01.05.020 — Пышма от истока до Белоярского гидроузла
- 14.01.05.021 — Рефт от истока до Рефтинского гидроузла
- 14.01.05.022 — Пышма от Белоярского гидроузла и до устья, без реки Рефт от истока до Рефтинского гидроузла
- 14.01.05.023 — Тура от впадения реки Тагил и до устья, без рек Тагил, Ница и Пышма
- 14.01.05.024 — Сосьва от истока до водомерного поста у деревни Морозково
- 14.01.05.025 — Тавда от истока и до устья, без реки Сосьва от истока до водомерного поста у деревни Морозково
- 14.01.05.026 — Тобол от впадения реки Исеть и до устья, без рек Тура, Тавда
- 14.01.06.001 — Конда
- 14.01.07.001 — Иртыш от впадения реки Тобол до города Ханты-Мансийска (выше), без реки Конда

### Нижнеобский бассейновый округ
- 15.01.00.001 — реки бассейна Карского моря от западной границы бассейна реки Большой Ою до мыса Скуратова
- 15.02.01.001 — Обь от впадения Иртыша до впадения реки Северная Сосьва
- 15.02.02.001 — Северная Сосьва
- 15.02.03.001 — Обь от впадения реки Северная Сосьва до города Салехарда
- 15.02.03.002 — Обь от города Салехарда и до устья
- 15.02.03.003 — реки западного участка бассейна Обской губы
- 15.02.03.100 — Острова Карского моря в пределах внутренних морских вод и территориального моря РФ, прилегающего к береговой линии гидрографической единицы 15.02.03 (включая Белый остров)
- 15.03.00.001 — Надым
- 15.04.00.001 — Пур
- 15.04.00.002 — реки бассейна Карского моря от восточной границы бассейна реки Надым до северо-западной границы бассейна реки Пур
- 15.05.00.001 — Таз
- 15.05.00.002 — реки бассейна Карского моря от северо-восточной границы бассейна реки Таз до границы бассейна Енисейского залива
- 15.05.00.100 — Острова Карского моря в пределах внутренних морских вод и территориального моря РФ, прилегающего к береговой линии гидрографической единицы 15.05.00 (включая острова Шокальского и Олений)

### Ангаро-Байкальский бассейновый округ
- 16.01.01.001 — Иркутское водохранилище (включая озеро Байкал и реки Ангара от истока до Иркутского гидроузла)
- 16.01.01.002 — Иркут
- 16.01.01.003 — Китой
- 16.01.01.004 — Ангара от Иркутского гидроузла до впадения Белой реки, без рек Иркут, Китой
- 16.01.01.005 — Белая река
- 16.01.01.006 — Ока
- 16.01.01.007 — Ия
- 16.01.01.008 — Ангара от впадения Белой реки до Братского гидроузла, без Белой реки и без рек Ока, Ия
- 16.01.02.001 — Чуна (Уда)
- 16.01.02.002 — Бирюса
- 16.01.02.003 — Тасеева
- 16.01.03.001 — Ангара от Братского гидроузла до Усть-Илимского гидроузла
- 16.01.03.002 — Ангара от Усть-Илимского гидроузла до Богучанского гидроузла
- 16.01.03.003 — Ангара от Богучанского гидроузла и до устья, без Тасеевой реки
- 16.02.00.001 — Бассейны рек южной части озера Байкал в междуречье рек Селенга и Ангара
- 16.03.00.001 — Джида
- 16.03.00.002 — Чикой
- 16.03.00.004 — Уда
- 16.03.00.005 — Селенга от границы РФ с Монголией до города Улан-Удэ, без рек Джида, Чикой, Хилок, Уда
- 16.03.00.006 — Селенга от города Улан-Удэ и до устья
- 16.04.00.001 — Бассейны рек средней и северной части озера Байкал от восточной границы бассейна реки Ангара до северо-западной границы бассейна реки Баргузин
- 16.04.00.002 — Бассейны рек средней части озера Байкал от северо-западной границы бассейна реки Баргузин до северной границы бассейна реки Селенга

### Енисейский бассейновый округ
- 17.01.01.001 — Большой Енисей
- 17.01.02.001 — Малый Енисей
- 17.01.02.002 — Малый Енисей
- 17.01.03.001 — Енисей от истока до Саяно-Шушенского гидроузла
- 17.01.03.002 — Енисей от Саяно-Шушенского гидроузла до впадения реки Абакан
- 17.01.03.003 — Енисей от впадения реки Абакан до Красноярского гидроузла
- 17.01.03.004 — Кан
- 17.01.03.005 — Енисей от Красноярского гидроузла до впадения реки Ангара, без реки Кан
- 17.01.03.200 — Водные объекты бассейна озера Убсу-Нур на границе РФ с Монголией
- 17.01.04.001 — Енисей от впадения реки Ангара до водомерного поста у села Ярцево
- 17.01.04.002 — Енисей от водомерного поста у села Ярцево до впадения реки Подкаменная Тунгуска
- 17.01.05.001 — Подкаменная Тунгуска от истока до впадения реки Чуня
- 17.01.05.002 — Чуня
- 17.01.05.003 — Подкаменная Тунгуска от впадения реки Чуня и до устья
- 17.01.06.001 — Енисей от впадения реки Подкаменная Тунгуска до впадения реки Нижняя Тунгуска
- 17.01.07.001 — Нижняя Тунгуска от истока до водомерного поста у посёлка Кислокан
- 17.01.07.002 — Нижняя Тунгуска от водомерного поста у посёлка Кислокан до водомерного поста посёлка городского типа Тура
- 17.01.07.003 — Нижняя Тунгуска от водомерного поста посёлка городского типа Тура до водомерного поста у посёлка Учами
- 17.01.07.004 — Нижняя Тунгуска от водомерного поста у посёлка Учами и до устья
- 17.01.08.001 — Курейка от истока до Курейского гидроузла
- 17.01.08.002 — Енисей от впадения реки Нижняя Тунгуска до водомерного поста у города Игарка, без реки Курейка от истока до Курейского гидроузла
- 17.01.08.003 — Хантайка от истока до Усть-Хантайского гидроузла
- 17.01.08.004 — Енисей от водомерного поста города Игарка и до устья, без реки Хантайка от истока до Усть-Хантайское
- 17.01.08.005 — реки бассейна Енисейского залива, без реки Енисей
- 17.01.08.100 — Острова Карского моря в пределах внутренних морских вод и территориального моря РФ, прилегающего к береговой линии гидрографической единицы 17.01.08 (включая остров Сибирякова и остров Диксон)
- 17.02.00.001 — Пясина и другие реки бассейна Карского моря от восточной границы бассейна Енисейского залива до западной границы бассейна реки Каменная
- 17.03.00.001 — Нижняя Таймыра (включая озеро Таймыр) и другие реки бассейна Карского от западной границы бассейна реки Каменная до мыса Прончищева
- 17.03.00.100 — Острова в пределах внутренних морских вод и территориального моря РФ, прилегающего к береговой линии гидрографической единицы 17.03.00 (включая острова архипелага Северная Земля)
- 17.04.01.001 — Хета
- 17.04.02.001 — Котуй
- 17.04.03.001 — Попигай
- 17.04.04.001 — Хатанга от истока и до устья, без реки Попигай
- 17.04.04.002 — реки бассейна моря Лаптевых от мыса Прончищева до границы между Таймырским (Долгано-Ненецким) автономным округом и Республикой Саха (Якутия), без реки Хатанга

### Ленский бассейновый округ
- 18.01.00.001 — реки бассейна моря Лаптевых (включая реку Анабар) от восточной границы бассейна реки Тикян-Юрях на западе до границы бассейна реки Оленёк на востоке
- 18.01.00.100 — Острова моря Лаптевых в пределах внутренних морских вод и территориального моря РФ, прилегающего к береговой линии гидрографической единицы 18.01.00 (включая остров Большой Бегичев)
- 18.02.00.001 — Оленёк от истока до водомерного поста гидрометеорологической станции Сухана
- 18.02.00.002 — Оленёк от водомерного поста гидрометеорологической станции Сухана и до устья
- 18.03.00.001 — Лена от истока до города Усть-Кут
- 18.03.00.002 — Лена от города Усть-Кут до города Киренск
- 18.03.00.003 — Киренга
- 18.03.00.004 — Лена от города Киренск до впадения реки Витим
- 18.03.02.001 — Витим от истока до водомерного поста у села Калакан
- 18.03.02.002 — Витим от водомерного поста у села Калакан до водомерного поста у села Спицино
- 18.03.02.003 — Витим от водомерного поста у села Спицино до города Бодайбо
- 18.03.02.004 — Мамакан от истока до створа Мамаканской ГЭС
- 18.03.02.005 — Витим от города Бодайбо и до устья, без реки Мамакан (от истока до Мамаканской ГЭС)
- 18.03.03.001 — Нюя
- 18.03.03.002 — Лена от впадения реки Витим до водомерного поста у села Мача, без реки Нюя
- 18.03.03.003 — Лена от водомерного поста у села Мача и до устья реки Олёкма
- 18.03.04.001 — Олёкма от истока до водомерного поста у села Усть-Нюкжа
- 18.03.04.002 — Чара
- 18.03.04.003 — Олёкма от водомерного поста у села Усть-Нюкжа и до устья, без реки Чара
- 18.03.05.001 — Лена от устья Олёкмы до водомерного поста у посёлка Покровск
- 18.03.05.002 — Лена от водомерного поста у посёлка Покровск до впадения реки Алдан
- 18.03.06.001 — Алдан от истока до водомерного поста города Томмот
- 18.03.06.002 — Алдан от водомерного поста города Томмот до впадения реки Учур
- 18.03.06.003 — Учур
- 18.03.06.004 — Алдан от впадения реки Учур до впадения реки Мая
- 18.03.06.005 — Мая от истока до водомерного поста у села Аим
- 18.03.06.006 — Мая от водомерного поста у села Аим и до устья
- 18.03.06.007 — Алдан от впадения реки Мая до впадения реки Амга
- 18.03.06.008 — Амга
- 18.03.06.009 — Алдан от впадения реки Амга и до устья
- 18.03.07.001 — Лена от впадения реки Алдан до впадения реки Вилюй
- 18.03.08.001 — Вилюй от истока до водомерного поста Усть-Амбардах
- 18.03.08.002 — Вилюй от водомерного поста Усть-Амбардах до Вилюйской ГЭС
- 18.03.08.003 — Вилюй от Вилюйской ГЭС до впадения реки Марха
- 18.03.08.004 — Марха
- 18.03.08.005 — Тюнг
- 18.03.08.006 — Вилюй от впадения реки Марха и до устья, без реки Тюнг
- 18.03.09.001 — Лена от впадения реки Вилюй до водомерного поста гидрометеорологической станции Джарджан
- 18.03.09.002 — Лена от водомерного поста гидрометеорологической станции Джарджан до водомерного поста у села Кюсюр
- 18.03.09.003 — Лена от водомерного поста у села Кюсюр и до устья
- 18.04.01.001 — Яна от истока до впадения реки Адыча
- 18.04.02.001 — Адыча
- 18.04.03.001 — Бытантай
- 18.04.03.002 — Яна от впадения реки Адыча и до устья, без реки Бытантай
- 18.04.03.003 — реки бассейна моря Лаптевых от границы бассейна реки Лена на западе до границы бассейна реки Яна на востоке
- 18.04.03.004 — реки бассейна моря Лаптевых от границы бассейна реки Яна на западе до границы бассейна Восточно-Сибирского моря (мыс Святой Нос) на востоке
- 18.05.00.001 — Индигирка от истока до впадения реки Нера
- 18.05.00.002 — Индигирка от впадения Нера до впадения Момы
- 18.05.00.003 — Индигирка от впадения Момы до водомерного поста Белая Гора
- 18.05.00.004 — Индигирка от водомерного поста Белая Гора и до устья
- 18.05.00.005 — реки бассейна Восточно-Сибирского моря от мыса Святой Нос на западе до границы бассейна реки Индигирка на востоке
- 18.05.00.100 — Острова в пределах внутренних морских вод и территориального моря РФ, прилегающего к береговой линии гидрографической единицы 18.05.00 (включая Новосибирские острова)
- 18.06.00.001 — реки бассейна Восточно-Сибирского моря (включая реку Алазея) от границы бассейна реки Индигирка на западе до границы бассейна реки Колыма на востоке

### Анадыро-Колымский бассейновый округ
- 19.01.01.001 — Колыма от истока до Колымской ГЭС
- 19.01.01.002 — Колыма от Колымской ГЭС до впадения реки Сеймчан
- 19.01.01.003 — Колыма от впадения реки Сеймчан до водомерного поста гидрометеорологической станции Коркодон
- 19.01.01.004 — Колыма от водомерного поста гидрометеорологической станции Коркодон до водомерного поста города Среднеколымск
- 19.01.01.005 — Колыма от водомерного поста города Среднеколымск до впадения реки Омолон
- 19.01.02.001 — Омолон
- 19.01.03.001 — Анюй, включая реки Большой и Малый Анюй
- 19.01.04.001 — Колыма от впадения реки Омолон и до устья, без реки Анюй
- 19.02.00.001 — Бассейны рек Восточно-Сибирского моря от восточной границы бассейна реки Колыма до границы бассейна Чукотского моря
- 19.03.00.001 — Бассейны рек Чукотского моря
- 19.03.00.100 — Острова Чукотского моря в пределах внутренних морских вод и территориального моря РФ, прилегающего к береговой линии гидрографической единицы 19.03.00 (включая остров Врангеля)
- 19.04.00.001 — Бассейны рек Берингова моря от мыса Дежнёва до северо-восточной границы бассейна реки Анадырь
- 19.05.00.001 — Анадырь от истока до впадения реки Майн
- 19.05.00.002 — Анадырь от впадения реки Майн и до устья
- 19.06.00.001 — Бассейны рек Берингова моря от границы бассейна реки Анадырь до северной границы бассейна реки Опука
- 19.06.00.002 — Бассейны рек Берингова моря от северной границы бассейна реки Опука до южной границы бассейна реки Вывенка
- 19.06.00.003 — Бассейны рек Берингова моря от южной границы бассейна реки Вывенка до северной границы бассейна реки Камчатка
- 19.06.00.100 — Острова Берингова моря в пределах внутренних морских вод и территориального моря РФ, прилегающего к береговой линии гидрографической единицы 19.06.00 (включая остров Карагинский)
- 19.07.00.001 — река Камчатка
- 19.07.00.002 — Бассейны рек Тихого океана полуострова Камчатка южнее юго-восточной границы бассейна реки Камчатка
- 19.07.00.100 — Острова Берингова моря в пределах внутренних морских вод и территориального моря РФ, прилегающего к береговой линии гидрографической единицы 19.07.00 (включая Командорские острова)
- 19.08.00.001 — Бассейны рек Охотского моря полуострова Камчатка от восточной границы бассейна реки Пенжина до южной границы бассейна реки Тигиль
- 19.08.00.002 — Бассейны рек Охотского моря полуострова Камчатка южнее южной границы бассейна реки Тигиль
- 19.09.00.001 — Пенжина
- 19.10.00.001 — Бассейны рек Охотского моря от западной границы бассейна реки Пенжина до южной границы бассейна реки Тахтаяма
- 19.10.00.002 — Бассейны рек Охотского моря от южной границы бассейна реки Тахтаяма до северо-восточной границы бассейна реки Иня

### Амурский бассейновый округ
- 20.01.00.001 — реки бассейна Охотского моря от северо-восточной границы бассейна реки Иня до границы бассейна реки Уда
- 20.02.00.001 — Уда
- 20.03.01.001 — Ингода от истока до города Чита
- 20.03.01.002 — Ингода от города Чита и до устья
- 20.03.01.003 — Онон
- 20.03.01.004 — Шилка
- 20.03.01.200 — Бассейны озёр Барун-Торей и Зун-Торей
- 20.03.02.001 — Аргунь
- 20.03.03.001 — Амур от истока до впадения реки Зея
- 20.03.04.001 — Зея от истока до Зейского гидроузла
- 20.03.04.002 — Зея от Зейского гидроузла до впадения реки Селемджа
- 20.03.04.003 — Селемджа
- 20.03.04.004 — Зея от впадения реки Селемджа и до устья
- 20.03.05.001 — Бурея от истока до Бурейского гидроузла
- 20.03.05.002 — Амур от впадения реки Зея до впадения реки Бурея, без реки Бурея до Бурейского гидроузла
- 20.03.06.001 — Амур от впадения реки Бурея до города Хабаровск, без реки Уссури
- 20.03.07.001 — Сунгача, включая озеро Ханка
- 20.03.07.002 — Уссури от истока до впадения реки Большая Уссурка, без реки Сунгача
- 20.03.07.003 — Большая Уссурка
- 20.03.07.004 — Бикин
- 20.03.07.005 — Хор
- 20.03.07.006 — Уссури от впадения реки Большая Уссурка и до устья, без рек Бикин и Хор
- 20.03.08.001 — Амгунь
- 20.03.09.001 — Амур от города Хабаровск до города Комсомольск-на-Амуре
- 20.03.09.002 — Амур от города Комсомольск-на-Амуре и до устья, без реки Амгунь
- 20.03.09.003 — реки бассейна Охотского моря от границы бассейна реки Уда до мыса Лазарева, без реки Амур
- 20.03.09.100 — Острова Охотского моря в пределах внутренних морских вод и территориального моря РФ, прилегающего к береговой линии гидрографической единицы 20.03.09
- 20.04.00.001 — реки пролива Невельского и бассейна Японского моря от мыса Лазарева до северной границы бассейна реки Самарга
- 20.04.00.002 — реки бассейна Японского моря от северной границы бассейна реки Самарга до восточной границы бассейна реки Партизанская
- 20.04.00.003 — реки бассейна Японского моря от восточной границы бассейна реки Партизанская до восточной границы бассейна реки Раздольная
- 20.04.00.004 — реки бассейна Японского моря от восточной границы бассейна реки Раздольная до реки Туманная (граница РФ с КНДР)
- 20.05.00.001 — Сусуя
- 20.05.00.002 — Водные объекты острова Сахалин без бассейна реки Сусуя
- 20.05.00.003 — Курильские острова